# Benjamin Tanimu
Benjamin Tanimu (Benin City, 24 luglio 2002) è un calciatore nigeriano, difensore del Crawley Town e della nazionale nigeriana.

## Caratteristiche tecniche
Di ruolo difensore, può giocare sia al centro della difesa, sia come terzino destro.

## Carriera

### Club
Tanimu è cresciuto nel settore giovanile del Bendel Insurance ed ha debuttato in prima squadra nel corso della stagione 2019-2020.
Nel febbraio del 2024 si è trasferito in Tanzania all'Ihefu.

### Nazionale
Il 22 marzo 2024 ha debuttato con la nazionale nigeriana nell'incontro amichevole vinto 2-1 contro il Ghana.

## Statistiche

### Cronologia presenze e reti in nazionale
| Cronologia completa delle presenze e delle reti in nazionale ― Nigeria | Cronologia completa delle presenze e delle reti in nazionale ― Nigeria | Cronologia completa delle presenze e delle reti in nazionale ― Nigeria | Cronologia completa delle presenze e delle reti in nazionale ― Nigeria | Cronologia completa delle presenze e delle reti in nazionale ― Nigeria | Cronologia completa delle presenze e delle reti in nazionale ― Nigeria | Cronologia completa delle presenze e delle reti in nazionale ― Nigeria | Cronologia completa delle presenze e delle reti in nazionale ― Nigeria |
| Data                                                                   | Città                                                                  | In casa                                                                | Risultato                                                              | Ospiti                                                                 | Competizione                                                           | Reti                                                                   | Note                                                                   |
| ---------------------------------------------------------------------- | ---------------------------------------------------------------------- | ---------------------------------------------------------------------- | ---------------------------------------------------------------------- | ---------------------------------------------------------------------- | ---------------------------------------------------------------------- | ---------------------------------------------------------------------- | ---------------------------------------------------------------------- |
| 22-3-2024                                                              | Marrakech                                                              | Nigeria                                                                | 2 – 1                                                                  | Ghana                                                                  | Amichevole                                                             | -                                                                      | 80’                                                                    |
| 7-6-2024                                                               | Uyo                                                                    | Nigeria                                                                | 1 – 1                                                                  | Sudafrica                                                              | Qual. Mondiali 2026                                                    | -                                                                      |                                                                        |
| 10-6-2024                                                              | Abidjan                                                                | Benin                                                                  | 2 – 1                                                                  | Nigeria                                                                | Qual. Mondiali 2026                                                    | -                                                                      |                                                                        |
| Totale                                                                 |                                                                        | Presenze                                                               | 3                                                                      |                                                                        | Reti                                                                   | 0                                                                      |                                                                        |

## Palmarès

### Club

#### Competizioni nazionali
- Coppa di Nigeria: 1

Bendel Insurance: 2023